# 科洛尼亚省
科洛尼亚省（西班牙語：Departamento de Colonia），一译科伦尼亚，為南美國家烏拉圭十九省之一省，位於烏拉圭西南部，該省首府為科洛尼亞德爾薩克拉門托。

## 人口
科洛尼亚省目前有123,203人